# WZIOM
Das WZIOM, auch VTsIOM und VCIOM, (russisch ВЦИОМ, die Abkürzung von russisch Всероссийский центр изучения общественного мнения Wserossijski zentr isutschenija obschtschestwennogo mnenija; übersetzt „Allrussisches Zentrum der Erforschung der öffentlichen Meinung“ oder kurz „Allrussisches Meinungsforschungszentrum“) ist ein russisches Markt- und Meinungsforschungsunternehmen. Es ist das älteste Unternehmen dieser Art im postsowjetischen Raum. Das zu 100 % staatliche Institut hat seinen Hauptsitz in Moskau und unterhält örtliche Repräsentanzen in sieben föderalen Distrikten.

## Geschichte
WZIOM wurde im Dezember 1987 als erstes Meinungsforschungsinstitut der Sowjetunion unter dem Namen Wsesojusny zentr isutschenija obschtschestwennowo mnenija (Allunions-Meinungsforschungszentrum) gegründet. Es war dem Ministerium für Arbeit der UdSSR und dem Allrussischen Zentralrat der Gewerkschaften ВЦСПС (VCSPS/AUCCTU) zugeordnet. Als Gründer werden Tatjana Saslawskaja und Boris Gruschin genannt. Saslawskaja zufolge diente das Institut für Demoskopie Allensbach von Elisabeth Noelle-Neumann bei der Gründung des WZIOM als Modell. Ein Jahr später, 1988, wurde Juri Lewada zur Mitarbeit eingeladen und leitete dort bis 1992 die Abteilung für theoretische Untersuchungen. Im selben Jahr wurde er als Nachfolger von Tatjana Saslawskaja zum Leiter des WZIOM ernannt. Im August 1989 verließ Boris Gruschin das WZIOM, um sein eigenes Meinungsforschung "Vox Populi" zu gründen
Im Jahr 1998 erfolgte eine Neuregistrierung des WZIOM als GUP, worunter ein staatliches Unternehmen verstanden wird, das zwar das Recht zur Durchführung kommerzieller Aktivitäten besitzt, allerdings eine Rechenschaftspflicht gegenüber dem Arbeitsministerium hat. Im Jahr 1999 erhielt das Institut den Status einer akademischen Einrichtung.
Im Jahr 2003 wurde das Institut, das dem Kreml ein Dorn im Auge war, unter einem Vorwand in eine offene Aktiengesellschaft (OAO) in hundertprozentigem Staatsbesitz umgewandelt. Der damalige Institutsleiter Juri Lewada, der bis dahin der Tatsache, dass das Institut ein staatliches Unternehmen war, wenig Aufmerksamkeit geschenkt hatte, fürchtete nun aber um die Unabhängigkeit seines Instituts und gründete mit Teilen des Institutspersonals den Ableger WZIOM-A. Im Jahr 2004 entschied der Föderale Antimonopoldienst, dass WZIOM der alleinige Inhaber der Markenrechte des Instituts sei, worauf Lewada seinen Ableger in Lewada-Zentrum umbenannte.

## Tätigkeitsbereich
Das marktführende Institut publiziert eine Vielzahl von Studien, die alle wichtigen Bereiche aus Politik, Wirtschaft und Gesellschaft abdecken. Das Institut arbeitet für in- und ausländische Kunden, worunter auch das UNO-Programm UNDP, das US-Außenministerium oder die NATO sind. Seit 2004 beteiligt sich das Institut an der Entwicklung und Gestaltung des Eurasian Monitor, eines Systems für kontinuierliche soziologische Untersuchungen im postsowjetischen Raum.
Das WZIOM führt unter anderem wöchentlich eine landesweite Mehrthemenumfrage (Omnibus study) durch, die die Bezeichnung „Express“ trägt.

## Institutsleitung
Das WZIOM wurde von 1987 bis 1992 durch Tatjana Saslawskaja geleitet. Stellvertreter bis August 1989 war Boris Gruschin. Seit 1992 hatte Juri Lewada die Institutsleitung inne, der 2003 von Waleri Fjodorow abgelöst wurde.

## Verschiedenes
Seit 1992 gibt das WZIOM die von Tatjana Saslawskaja gegründete Zeitschrift "Мониторинг общественного мнения: экономические и социальные перемены" / "The Monitoring of Public Opinion: Economic and Social Changes Journal" heraus. Die Artikel des Journals erscheinen in Russisch und Englisch.
Das Meinungsforschungsinstitut WZIOM ist Mitglied der Europäischen Gesellschaft für Meinungs- und Marketingforschung (ESOMAR).